# Llywarch ap Hyfaidd
Llywarch ap Hyfaidd (mort c. 904) est  roi du Dyfed vers c. 893 jusqu'à la conquête de son royaume vers 904 par Cadell de Ceredigion et de Seisyllwg et son fils Hywel Dda.

## Contexte
Après la mort de Llywarch, le royaume passe brièvement entre les mains de son frère Rhodri, mais Hywel consolide peu après son pouvoir en incorporant le Dyfed dans les domaines de son père afin de constituer le nouveau royaume de Deheubarth 
La tradition galloise ultérieure rapporte que  Hywel Dda hérite du Dyfed pacifiquement par sa supposée union avec la fille de Llywarch nommée Elen de la même manière que son arrière grand-père Merfyn Frych ap Gwriad aurait acquis le royaume de Gwynedd, son grand-père Rhodri le Grand le royaume de Powys, et son propre père celui de Ceredigion, alors que de telles dévolutions en lignes féminines n'avaient pas leur place dans le Droit gallois de cette époque. Toutefois les agressions répétées de Cadell et d'Hywel contre  Hyfaidd  sont mentionnées dans l'ouvrage d' Asser: Histoire du roi Alfred.